# 15-я стрелковая бригада
15-я стрелковая бригада — воинское соединение СССР в Великой Отечественной войне
Сформирована осенью 1941 года в Северо-Кавказском военном округе.
В декабре 1941 года направлена на Московское направление и 01.01.1942 года была в Москве.
Через несколько дней направлена на передовую.
Участвовала в Демянской наступательной операции 1942 года. Наступала с 29.01.1942 года вдоль шоссе Старая Русса — Залучье через Рамушево. Участвовала в замыкании кольца окружения вокруг Демянска.. Вела бои у рамушевского коридора. Также принимала участие в Демянской наступательной операции 1943 года.
В апреле 1943 года на базе бригады создана 51-я стрелковая дивизия (2-го формирования)

## Полное название
15-я отдельная стрелковая бригада

## Подчинение
- Московская зона обороны — на 01.01.1942 года.
- Северо-Западный фронт, 1-й гвардейский стрелковый корпус, фронтовое подчинение — на 01.04.1942 года.
- Северо-Западный фронт, 1-я ударная армия — на 01.07.1942 года
- Резерв Ставки ВГК, 3-я резервная армия — на 01.10.1942
- Северо-Западный фронт, 27-я армия — на 01.12.1942 года

## Командиры
- Яцун, Андрей Глебович (??.11.1941 — ??.12.1941), полковник
- Гаврилихин, Иван Прокофьевич
- Сиваков, Иван Прокофьевич
- Боряков, Фёдор Васильевич
- Телков, Пётр Сергеевич